# Kou Shibasaki Best Special Box
『Kou Shibasaki Best Special Box』（コウ シバサキ ベスト スペシャル ボックス / 柴咲コウ ベスト スペシャル・ボックス）は、柴咲コウのベスト・アルバム2枚を集めたCD BOX。2008年12月3日にユニバーサルミュージックから発売。

## 解説
- 同年、同時発売されたベストアルバム『Single Best (初回限定盤)』と『The Back Best (通常盤)』を2枚組にしてまとめたCDボックス。SHM-CD規格で限定生産。定価は4,980円。
- このCDボックスのテレビCMは、収録曲でないにもかかわらず配信限定の新曲「君の声」のPVが使われている。「君の声」はこのCDボックスの発売と同時に配信開始されているが、CDボックスのCMではそのことが特に告知されていない。
- 表ジャケットは『Single Best』、裏ジャケットは『The Back Best』の写真が使われている。

## 収録曲
収録曲・曲順はそれぞれの項目参照。
- Single Best
  - 初回限定盤DVD付き。
- The Back Best